# Forbes Global 2000
Forbes Global 2000 é uma classificação anual das 2.000 empresas de capital aberto do mundo pela revista Forbes. O ranking é baseado em quatro critérios: vendas, lucro, ativos e valor de mercado. A lista é publicada desde 2003.
O Forbes Global 2000 é um indicador útil de quais são as principais empresas de capital aberto do mundo, mas é apenas uma interpretação, pois apenas as empresas de capital aberto são listadas. Os resultados não são definitivos; qualquer alteração dos critérios produziria uma lista diferente.

## Ranking de 2019
Em 2019, as dez maiores empresas calculadas por esse método foram:
| Posição | Corporação                              | Sede          | Tipo                             | Vendas (em bilhões de US$) | Lucros (em bilhões de US$) | Ativos (em bilhões de US$) | Valor de mercado (em bilhões de US$) |
| ------- | --------------------------------------- | ------------- | -------------------------------- | -------------------------- | -------------------------- | -------------------------- | ------------------------------------ |
| 1       | Industrial and Commercial Bank of China | Beijing       | Serviços bancários e financeiros | 175.9                      | 45.2                       | 4034.5                     | 305.1                                |
| 2       | JPMorgan Chase                          | New York      | Serviços bancários e financeiros | 132.9                      | 32.7                       | 2737.2                     | 368.5                                |
| 3       | China Construction Bank                 | Beijing       | Serviços bancários e financeiros | 150.3                      | 38.8                       | 3382.4                     | 225                                  |
| 4       | Agricultural Bank of China              | Beijing       | Serviços bancários e financeiros | 137.5                      | 30.9                       | 3293.1                     | 197                                  |
| 5       | Bank of America                         | Charlotte     | Serviços bancários e financeiros | 111.9                      | 28.5                       | 2377.2                     | 287.3                                |
| 6       | Apple Inc                               | Cupertino     | Tecnologia da informação         | 261.7                      | 59.4                       | 373.7                      | 961.3                                |
| 7       | Ping An Insurance Group                 | Shenzhen      | Seguro                           | 151.8                      | 16.3                       | 1038.3                     | 220.2                                |
| 8       | Bank of China                           | Beijing       | Serviços bancários e financeiros | 126.7                      | 27.5                       | 3097.6                     | 143                                  |
| 9       | Royal Dutch Shell                       | The Hague     | Combustíveis fósseis             | 382.6                      | 23.3                       | 399.2                      | 264.9                                |
| 10      | Wells Fargo                             | San Francisco | Serviços bancários e financeiros | 101.5                      | 23.1                       | 1887.8                     | 214.7                                |